# Triméthylsilyldiazométhane
Le triméthylsilyldiazométhane de formule semi-développée (CH3)3SiCHN2, est un composé diazo largement utilisé comme réactif non-explosif et non-mutagène contrairement au diazométhane.

## Préparation
Le diazo(triméthylsilyl)méthane peut être préparé en faisant réagir le chlorure de (triméthylsilyl)méthylmagnésium avec le phosphorazoturate de diphényle.

## Utilisation
Le triméthylsilyldiazométhane est un réactif disponible commercialement utilisé en synthèse organique comme agent méthylant. C'est une alternative au très explosif diazométhane pour la méthylation d'acides carboxyliques. Il réagit avec les alcools pour donner les méthyl éthers, ce que ne fait pas le diazométhane.
Il a aussi été couramment utilisé en tandem avec la GC-MS pour l'analyse de différents acides carboxyliques de nature ubiquitaire. Le fait que la réaction avec le triméthylsilyldiazométhane  soit rapide et quantitative en fait son intérêt, cependant, elle peut former des artéfacts dont le signal spectral est d'interprétation délicate.

## Sécurité
L'inhalation de triméthylsilyldiazométhane est potentiellement létale et a été impliquée dans la mort de deux chimistes, un technicien pharmaceutique, à Windsor, au Canada et un autre dans le New Jersey.